# Бател (футбольний клуб)
Атлетична асоціація «Бател» (порт. Associação Atlética Batel), у 2023 відомий як Футбольний клуб «Маріуполь» (порт. FC Mariupol) — бразильська футбольна команда з міста Ґуарапуава, штат Парана. 

## Історія
Клуб було засновано 17 березня 1951 року в Бателі, районі Ґуарапуави. У 1994 і 1995 роках клуб виступав у серії C. 
У місцевій спільноті багато вихідців з України. У квітні 2023 року клуб прийняв назву, кольори та емблему футбольного клубу «Маріуполь», який призупинив діяльність через російське вторгнення в Україну, під час якого росіяни окупували Маріуполь і знищили інфраструктуру клубу. «Бател» заявив, що їхня команда носитиме кольори «Маріуполя», поки той не повернеться до свого міста.